# 백산 전투
백산 전투(Battle of White Mountain) 혹은 빌라 호라 전투(Bílá hora)는 1620년 11월 8일 벌어진 30년 전쟁의 초기 전투 중 하나로 안할트-베른부르크 대공 크리스티안 1세가 지휘하는 20,000명의 보헤미아 군대와 용병들이 카렐 보나벤투라 부쿼이(Karel Bonaventura Buquoy; 그의 이름은 체코어로 알려져 있으며, 프랑스 인으로 샤를(Charles)이라는 이름도 있다.)가 지휘하는 25,000명의 신성로마제국 황제 페르디난트 2세의 군대와 틸리 백작 요한 체르클라에스가 지휘하는 가톨릭 동맹군에게 궤주당했다. 전장은 현재의 프라하 근처 빌라 호라(현재는 프라하 시의 일부이다.)이다. 이 전투의 결과로 30년 전쟁에서 보헤미아의 시대는 끝나게 된다.

## 서막
보헤미아에서 일어난 프로테스탄트들의 반란은 초기에 반란자들에게 유리하게 돌아갔다. 이들은 정치적 고립상황을 벗어나기 위해 팔츠 선제후 프리드리히 5세를 자신들의 왕으로 선출하였다. 그러나 프리드리히가 1619년 보헤미아의 왕위를 받아들인 직후, 개신교 제후동맹은 가톨릭 동맹과 울름 협약을 체결하였고, 중립을 선언한 후 프리드리히의 지원 요청을 거절하였다. 다음달, 바이에른 공작 막시밀리안 1세는 11월 가톨릭 동맹의 군대를 재집결시키고, 틸리 백작 요한 체르클라에스를 프라하로 보냈다.
보헤미아군의 사령관 안할트-베른부르크 대공 크리스티안 1세는 자신의 군대를 소집하고, 언덕의 경사(체코어로 빌라 호라(Bílá Hora), 독일어로 바이센베르크(Weißerberg)라 불리는 이곳은 둘 다 하얀 산(White Mountain)이라는 뜻을 가지고 있다.)에 이들을 배치하여 프라하로 가는 길을 봉쇄하였다. 크리스티안의 군대는 견고한 방어를 구축했는데, 우익은 수렵용 요새로 보호되고 있었고, 좌익 쪽에는 시내가 흐르고 있어 적이 접근하지 못했다. 또 전방에도 습지에 작은 개울이 흐르고 있어 적이 함부로 접근하지 못했다. 이에 자신감을 가진 크리스티안은 이를 둘러싼 대규모 회전은 벌어지지 않을 것이라 호언장담하였고, 이를 믿은 프리드리히 5세 또한 안심하며 궁궐로 들어가 휴식을 취하고 있었다.
그러나 이러한 그의 예상과는 달리, 틸리 백작은 적의 방어진형을 관찰하고는 그 약점을 간파하였고, 곧 그의 정예부대를 보내 작은 다리를 건너 개울을 건너게 하였다. 이러한 틸리의 행동은 같은 위치에 있던 신성 로마 제국군의 부쿼이와의 합의없이 이뤄진 독단적인 것이었으며, 이에 놀란 부쿼이는 서둘러 따라 강을 건넌 뒤, 틸리의 독단을 비난하며, 전면전에 극렬 반대하였으나, 틸리는 보헤미아군의 약점을 짚어내며 이에 반박하였고, 결국 이들의 상관이었던 막시밀리안이 틸리의 주장을 채택함으로서 전투가 벌어지게 된다.
한편, 일부 기록에 따르면, 한 수도승이 프로테스탄트가 훼손한 성모 마리아의 그림을 가지고 오자, 로마 가톨릭을 신봉하는 황제군은 극도의 분노에 빠졌다고 한다.

## 전투
전투가 벌어질 것을 전혀 예상하지 않고 있던 크리스티안은 몹시 당황하였으며, 전투 준비가 거의 되어있지 않은 상태였다. 그의 군대는 강력한 경기병 전력을 갖추고 있었으나, 그 대부분이었던 트란실바니아 출신의 용병 기병들은 위험한 전면전에 나서기를 거부했기 때문에 후방에 따로 배치된 상태였다. 때문에 전투 초반 보헤미아군은 다가오는 가톨릭군에 대해 거의 대응하지 못하고 있었다.
그러나 크리스티안과 지속적으로 의견 충돌을 빚고 있었으며, 매사 공격적인 전법을 추구하였던 진드리히 마티야스 투른은 자신의 기병대를 이끌고 가톨릭군의 우측으로 돌격하였다. 투른의 기병대는 수적으로 열세이면서도 적의 기병대를 강하게 몰아붙여 패퇴시켰으며, 이윽고 적의 보병대까지 공격하기에 이르렀다. 이에 용기를 얻은 크리스티안은 좌측에 있던 보병대를 적의 보병대에게 접근시켜 기병대와 함께 협공하도록 했다. 그러나, 황당하게도 이 보병대는 적에게 접근하자마자 첫 번째 전열 뿐만이 아닌, 모든 전열의 병사들이 허공에 대고 일제 사격을 가하는 행동을 저질렀는데, 이는 급하게 선형진을 채택함으로서 테르시오 진형의 사격법에 익숙해져 있던 병사들이 이에 적응하지 못하고 한 행동으로 여겨진다. 이로 인해 엄청난 폭음과 연기를 목도하면서, 이 부대의 병사들은 공포에 질려 도주해버렸고, 보헤미아군은 한 개의 부대가 어처구니없이 와해되고 만다.
이에 위기의식을 느낀 크리스티안의 아들 크리스티안 2세가 휘하의 기병들을 이끌고 적의 중앙부로 돌격하였으며, 부쿼이가 이끄는 제국군의 중앙부 기병대를 내쫓고 보병대까지 와해시키는 활약을 펼쳤다. 그러나 이를 본 틸리가 가톨릭 동맹군의 우측에 위치해 있던 기병대 두 개 부대로 하여금 크리스티안 2세의 우측을 공격케 하였는데, 이들 중 한 개 부대의 대장은 고트프리드 하인리히 그라프 주 파펜하임이었다.
제국군과의 교전 도중 측면을 공격받은 크리스티안 2세의 기병대는 무너졌고, 포위된 크리스티안 2세는 포로로 잡히게 되었다. 방해물이 사라진 가톨릭군은 거침없이 적에게 진격하기 시작하였고, 보헤미아군 내에서 가장 무능한 장수이자 중앙부를 맡고 있던 게오르그 프리드리히 폰 호헨로헤가 이에 겁먹고 달아나 버리자 중앙부의 보헤미아군 전체가 무너져 버렸으며, 후방의 트란실바니아군 역시 재빨리 달아나 버렸다.
이제 가톨릭군의 진격을 막을 부대는 존재하지 않았으며, 소수를 제외한 모든 부대가 무너져 패주했다. 그리고 마지막으로 보헤미아군 우측에 위치한 요새와 그 주변을 수비하던 부대가 항복함으로써 전투의 승패가 결정되었다.

## 영향
백산 전투에서 가톨릭 파의 승리는 로마, 비엔나, 마드리드에서의 반종교개혁 운동의 승리를 뜻하기도 하였다. 보헤미아에서 수백 명의 캘빈파 성직자들이 추방되었고, 신분 의회의 45명이 반란죄로 처형당하였다. 보헤미아군대를 궤멸시킨 틸리 백작은 프라하에 입성하여 반란을 진압하였다. 보헤미아 왕 프리드리히와 그의 아내 엘리자베스(Elizabeth)는 국외로 망명을 하게 되었다.(이로 인해 프리드리히는 겨울왕(the Winter King)이라는 별명을 얻게 되었다.) 폭동의 주요 지도자 27명이 체포되었고, 구 프라하 광장에서 처형되었는데, 이로 인해 이 날은 "피의 날"(the Day of Blood)이라 불리게 되었다. 오늘날에는 이들 희생자들을 기리기 위해 27개의 십자가가 도로의 바닥에 새겨져 있다.
체코인에게는 종교적 의미에서보다 민족적 의미에서 더욱더 중요한 사건이었다. 보헤미아 지역의 개신교의 자유는 급작스럽게 종결되었고, 프로테스탄트들은 로마 가톨릭교회로의 개종을 강요받거나 국외로 망명하거나 추방당했다. 스페인 군대는 반란을 일으킨 네덜란드 지방을 포위하기 위해 팔츠(Palatinate)지방을 공략하였다. 독일에서 프로테스탄트에 대한 위협이 극에 달하자, 덴마크가 전쟁에 개입하기 시작하였다. 체코의 귀족들의 영지는 독일 지역에서 불러들인 가톨릭 귀족들이 차지하였다. 결국 체코 귀족의 몰락으로 체코 국가의 맥이 끊어졌고 체코 역사와 체코 문화의 전통도 단절되었다. 이리하여 체코 왕국은 합스부르크 왕가의 세습지로 전락하였고, 합스부르크 절대 군주의 절대주의에 편입함에 따라 1918년 독립을 되찾을 때까지 300년간 합스부르크 군주국의 지배를 받게 된다.

## 참조
- The History of the Thirty Years War by Friedrich Schiller